# Улица Революции (Пермь)
Улица Револю́ции (c 1886 по 1926 года — Садо́вая; с 1927 по 1953 года — улица П. А. Матве́ева) — улица в Перми, проходящая через 3 района: Мотовилихинский, Свердловский и Дзержинский. Также, она пересекается с 12 другими улицами: 25 Октября, Газеты Звезда, Комсомольским проспектом, шоссе Космонавтов, Куйбышева, Макаренко, Максима Горького, Николая Островского, Рабоче-крестьянской, Серединной, Сибирской, Швецова.
Протяженность улицы составляет 2823 метра.

## История
Солдатская слобода возникла в 1870-е годы чуть дальше батальных казарм на том месте, где до этого стояли старые кирпичные сараи (заводы по выделке кирпича). Полный адрес домовладельцев губернского города Перми, составленный Г. И. Минеевым в 1886 г., указывает, что в Солдатской слободе была улица Вторая. Позднее она получила имя Садовая, так как рядом находился Загородный сад, ныне известный как Парк Горького.
С 1927 по 1953 года бывшая Садовая называлась улицей П. А. Матвеева, в честь одного из первых марксистов в Перми. А затем она ещё раз сменила имя и стала улицей Революции.
Ещё до 1980-х годов эта улица начиналась от улицы М. Горького и шла до Центрального рынка. Изменения начались в 1987 году, когда на новом участке улицы Революции, за улицей Николая Островского стала строиться группа 9-14 этажных жилых домов с пристроенными блоками обслуживания (проект архитекторов Л. Тарасенко и других). Этот район города известен как бывший посёлок Егошихинский.
Там, где впоследствии появился микрорайон Егошихинский, прежде жилых домов почти не было. Улицы получили свои названия и стали застраиваться только в 1920-е годы. Большое количество застроек появилось также после Великой Отечественной войны.

## Примечательные здания и сооружения

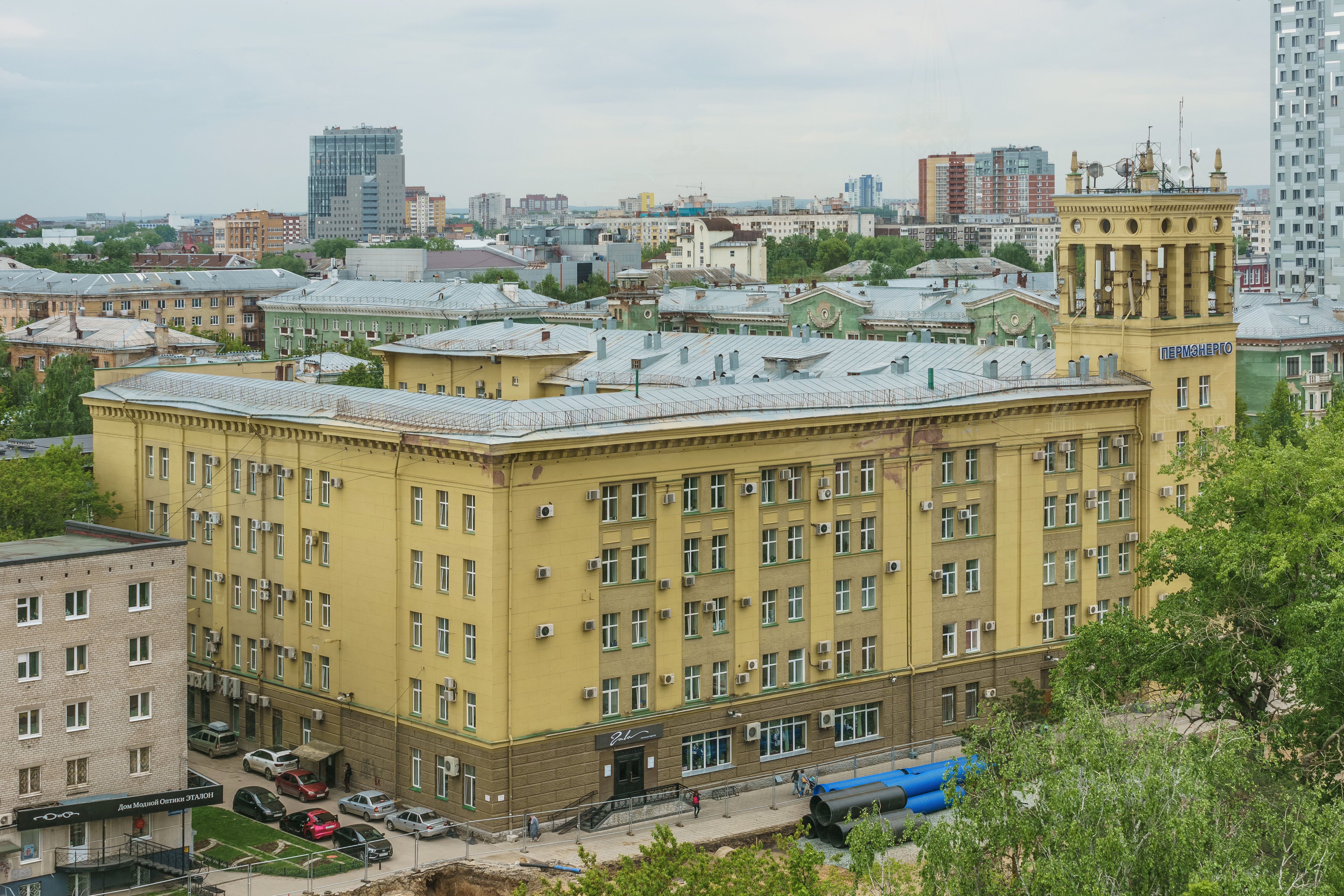
Штаб-квартира «Пермэнерго»

- Гипермаркет «Семья» — торговый центр, открытый 2 апреля 2004 года. Гипермаркет имеет 31 027 квадратных метров общей площади и 12 тысяч квадратных метров торговых площадей в 4-этажном здании; эскалатор, два лифта и водный каскад на входе в здание. Занимающий целый квартал Гипермаркет строился турецкими строителями при инвестиционной поддержке Сбербанка[2].
- Стадион «Юность» — спортивный стадион (зимой является ледовым катком), открытый в 1933 году[2].
- За стадионом проходит южная граница городского парка имени Максима Горького'[2]'.
- На углу улицы Революции и Комсомольского проспекта находится штаб-квартира «Пермэнерго»[2].
- ЖК «Гулливер» — жилой комплекс, растягивающийся на две улицы: улицу Революции и Комсомольский проспекта.

## Общественный транспорт
По улице ходят пять автобусных маршрутов: 36, 63, 4, 67, 55, а также три трамвайных маршрута: 6, 8 и 11. На участке от улицы Сибирской до улицы Куйбышева автобусы и трамваи движутся по совмещëнной трамвайно-автобусной полосе.